# Modesto Sandoval
Modesto Sandoval (Luque, 12 de febrero de 1941-27 de mayo de 2023) fue un futbolista y entrenador de  arqueros, reconocido como el mejor preparador de arqueros de Paraguay. Su último equipo como preparador de arqueros fue el Club Cerro Porteño, donde terminó retirándose y en la actualidad considerado un emblema, tanto del club como del fútbol paraguayo.

## Carrera profesional
Sandoval comenzó su carrera profesional en las inferiores de Sportivo Luqueño y debutó en 1960. Desde joven Sandoval ya jugaba amistosos por la Albirroja juvenil y en el año 1963 salió vicecampeón con la Albirroja mayor del Sudamericano de Bolivia (hoy conocido como Copa América). Jugó en Luqueño desde 1960 hasta 1964.
Después de un buen comienzo en Luqueño se fue transferido al Club Nacional de Barrio Obrero de 1965 hasta 1968. Más tarde Sandoval se fue al fútbol Venezolano, desde 1969 hasta 1972 en el Deportivo Galicia, en 1973 pasó al Deportivo Italia y su último equipo fue el Estudiantes de Mérida desde 1974 hasta el 79, año en que Sandoval terminó su carrera futbolística. En todos los equipos de Venezuela Sandoval fue capaz de salir por lo menos una vez campeón.

## Preparador de arqueros
Sandoval se hizo más conocido por haber formado a varios arqueros de primera paraguayos en diferentes clubes. Los más conocidos son: Sergio Goycochea, Faryd Mondragon, Pablo Aurrecochea, Diego Barreto, Aldo Bobadilla y Roberto Junior Fernández, en Cerro Porteño; Jose Luis Chilavert, en Sportivo Luqueño; Justo Villar, en Sol de América y Libertad; e Hilario Navarro, en Guaraní y Cerro Porteño.
Es el único entrenador de arqueros que formó de jóvenes a tres arqueros de la selección de fútbol de Paraguay: Justo Villar, Diego Barreto y Aldo Bobadilla. Otra notable experiencia que tuvo, es que en las eliminatorias del mundial de España 1982 entrenó al uruguayo Ever Hugo Almeida y a quien fue portero de la selección paraguaya en el mundial de 1986, Roberto Fernández ("El Gato").
Arqueros que entrenó de jóvenes:
- Diego Barreto
- Roberto Junior Fernández
- Justo Villar
- José Luis Chilavert
- Danilo Aceval
- Aldo Bobadilla
- Hilario Navarro
- Faryd Aly Mondragón

Arqueros que entrenó:
- Sergio Goycochea
- Ezequiel Medrán
- Ever Hugo Almeida
- Roberto Fernández
- Pablo Aurrecochea
- Sergio Valinotti

## Mención
Por todo su aporte como preparador de arqueros, Modesto Sandoval recibió una mención de parte de su exalumno —y en el momento— preparador de arqueros de la selección paraguaya, Aldo Bobadilla.

## Fallecimiento
Falleció en la mañana del 27 de mayo de 2023 en su ciudad natal, Luque.